# Rinnthal
Rinnthal là một đô thị thuộc huyện Südliche Weinstraße, trong bang Rheinland-Pfalz, phía tây nước Đức. Đô thị này có diện tích 13,81 km², dân số thời điểm ngày 31 tháng 12 năm 2006 là 692 người.
Trong cuộc cách mạng năm 1848, thị trấn là nơi diễn ra cuộc chiến giữa quân đội Phổ và các lực lượng cách mạng Palatinate chống lại sự chiếm đòng của Phổ.